# Eucalyptus melliodora
Az Eucalyptus melliodora, közismertebb angol nevén "Yellow Box", azaz "Sárga Doboz", egy közepesen nagyra megnövő eukaliptuszfajta, amely alkalmanként igen magasra megnyúlhat. Kérge a teljesen simától az egészen rücskösig változó tapintású, összefüggő tömör, vagy szálasan hasadó, szürke, sárga, vagy vörösesbarna színű, esetenként durva, vastag kérgű, feketéből barnába való átmenetekkel, a lombkorona felsőbb részében, a fiatal hajtásoknál teljesen sima, fehér, vagy sárgás árnyalatú.

## Megjelenése, felépítése
A levelek hosszúkás, keskeny lándzsaformájúak, átlagban 14 centiméteres hosszúsággal és 1,8 centiméteres szélességgel, húsos levéltesttel, világoszöld, vagy palaszürke árnyalattal. A levélerezet ennél a fajnál markánsan elkülönül a levélszegélytől. Ez már az egészen fiatal egyedeknél és a teljesen kifejlett példányoknál is megfigyelhető.
Ez az eukaliptuszfajta rendkívül elterjedt Ausztrália keleti vidékein, Victoria, Új-Dél-Wales és Queensland szövetségi államok területén.
Az E. melliodora rendkívül fontos a méztermelés szempontjából, hiszen virágának nektárjából rendkívül ízletes, aranyló mézet készítenek a növény beporzását végző szorgos méhek. Fája világosbarna színű, tömör, keményfa, amely súlyát tekintve (1100 kg/m3) rendkívül nehéz, korhadásnak ellenálló faanyag, melyet főleg vasúti talpfaként, hidak és villanyoszlopok póznáinak készítéséhez használnak. Bútoripari felhasználása csekély.

## Galéria

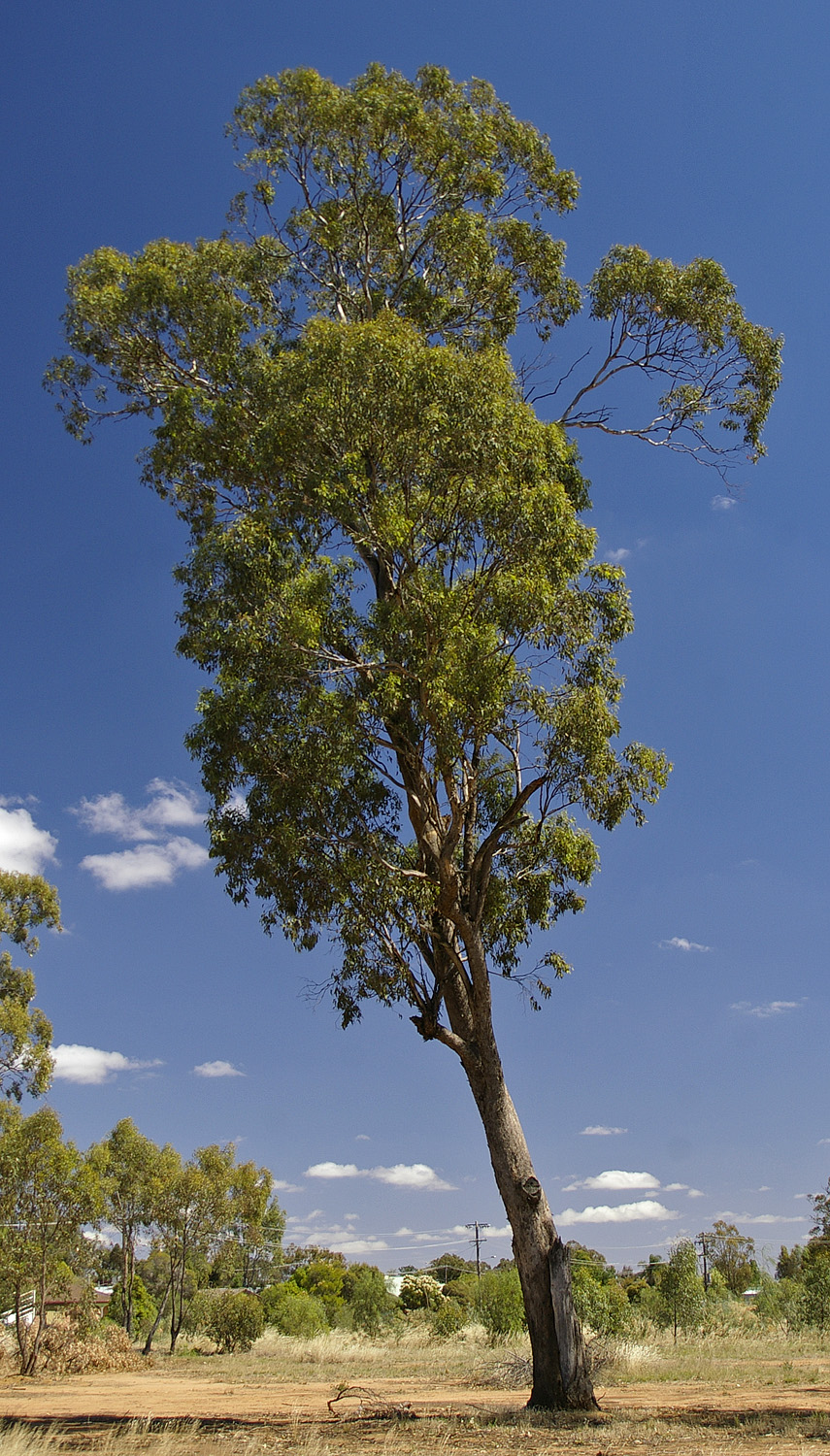
E. melliodora Wagga Wagga városban, Új-Dél-Walesben
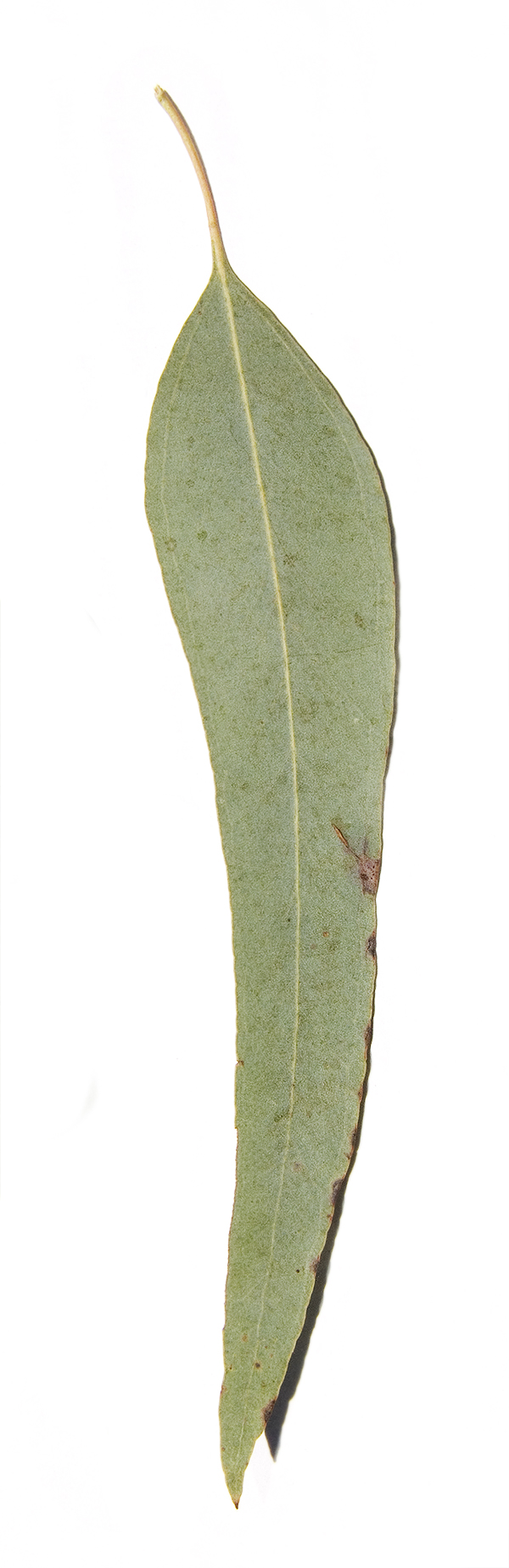
Levele
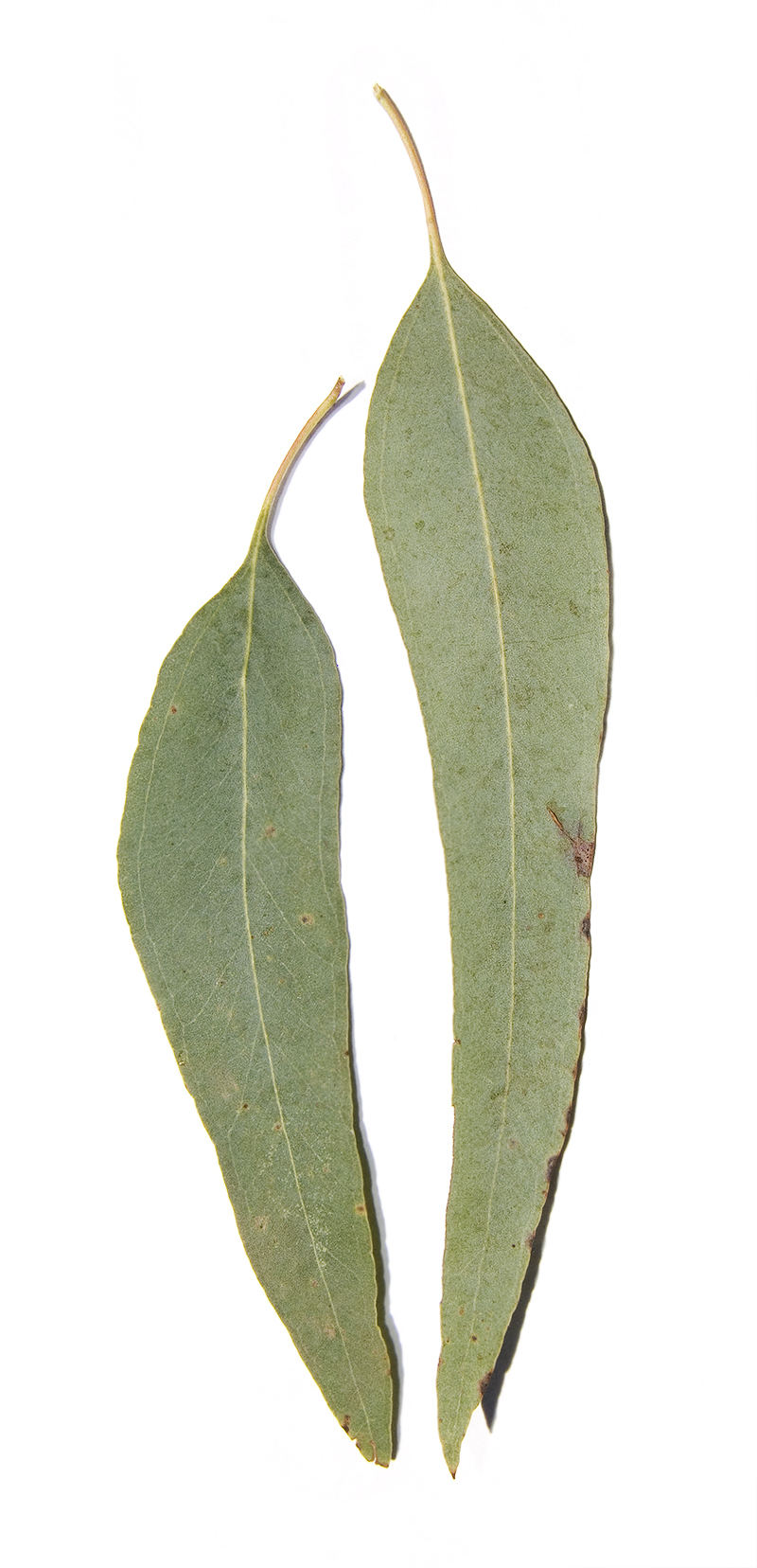
Levelei
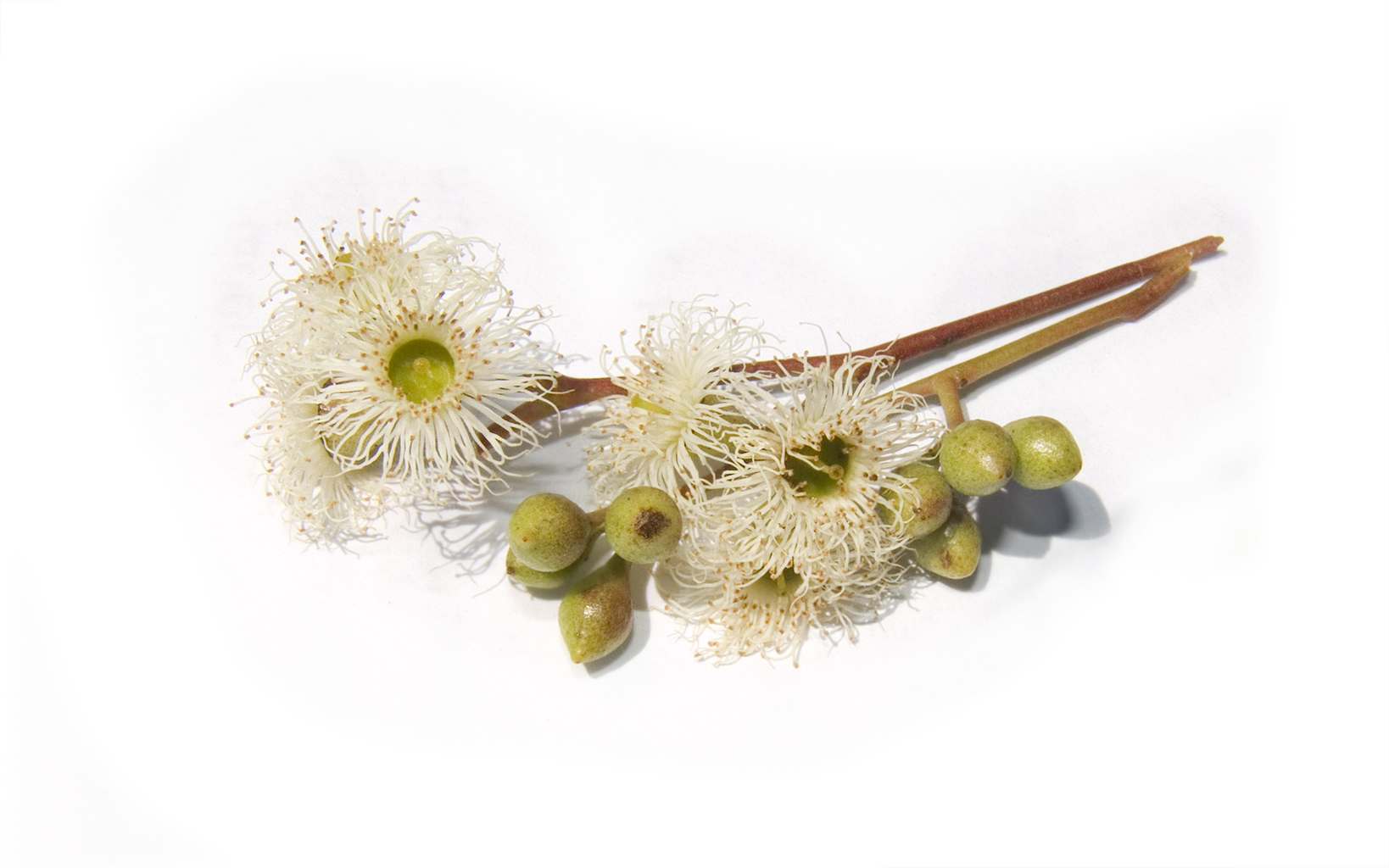
Termései és virágai
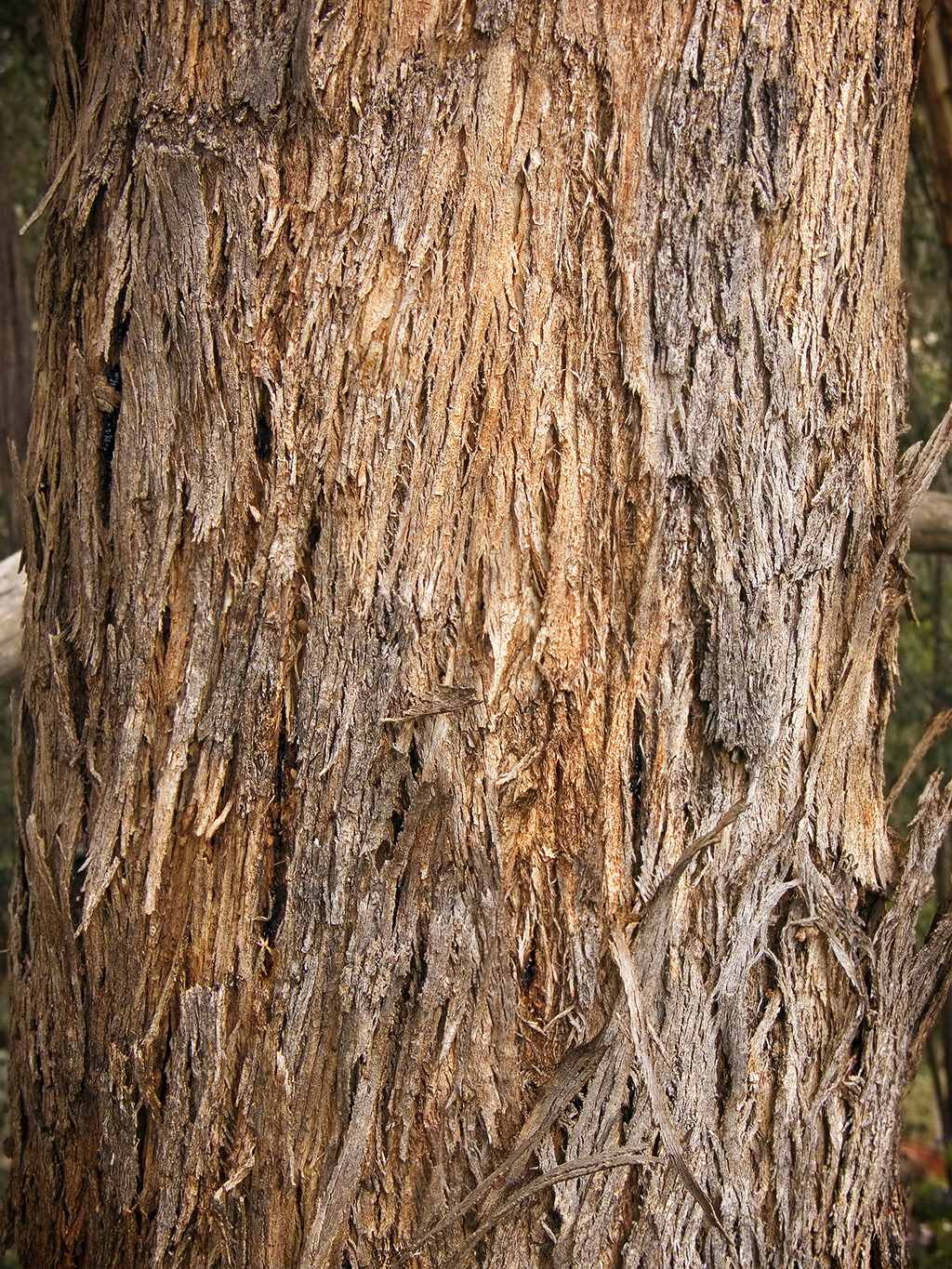
törzse
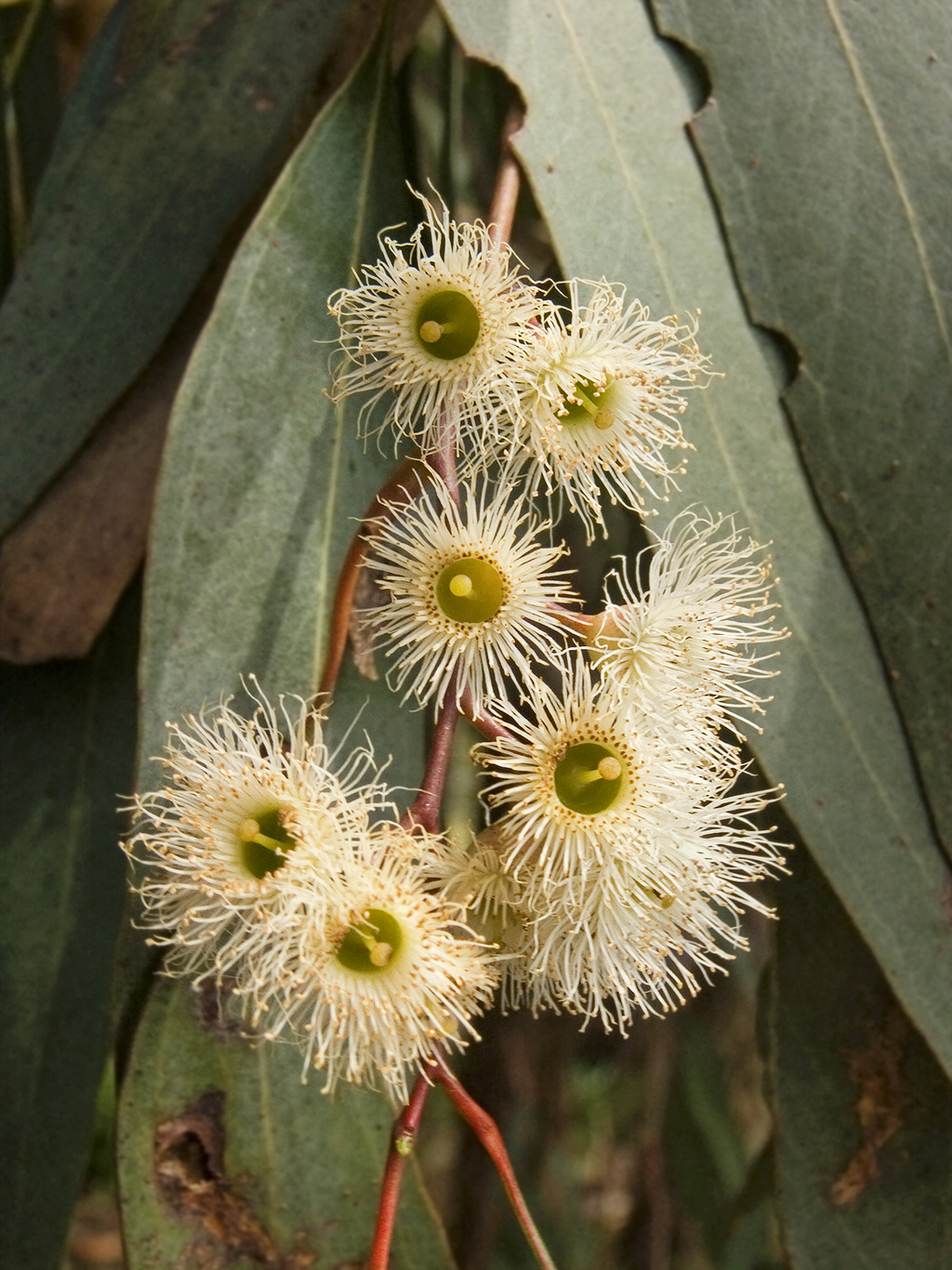
virágzata

## Fordítás
- Ez a szócikk részben vagy egészben  az   Eucalyptus melliodora című angol Wikipédia-szócikk ezen változatának fordításán alapul.  Az eredeti cikk szerkesztőit annak laptörténete sorolja fel. Ez a jelzés csupán a megfogalmazás eredetét és a szerzői jogokat jelzi, nem szolgál a cikkben szereplő információk forrásmegjelöléseként.